# Longitarsus linnaei
Longitarsus linnaei — вид листоїдів з підродини галеруцинів. Поширений у південній частині Франції, на півдні Центральної Європи, в Італії, на Балканському півострові (за винятком південної частини Греції), на Кавказу, у Малій Азії, Ізраїлі, Палестині, на північному сході Алжиру та в Тунісі.

## Вариетет
- Вариетет: Longitarsus linnaei var. amoenus (Weise, 1888)
- Вариетет: Longitarsus linnaei var. scrutator (Weise, 1890)